# Imagine That
Imagine That is een Amerikaanse komediefilm uit 2009 met in de hoofdrol Eddie Murphy. De film ontving slechte recensies en bracht nog niet eens de helft van zijn budget op in de bioscopen. Murphy was genomineerd voor een Razzie  voor zijn rol in de film.

## Plot
Een zakenman lost problemen op door met zijn dochter te spelen.

## Rolverdeling
- Eddie Murphy as Evan Danielson
- Thomas Haden Church as Johnny Whitefeather
- Yara Shahidi as Olivia Danielson
- Marin Hinkle as Ms. Davis
- Ronny Cox as Tom Stevens